# OKl27
OKl27 – polski parowóz – osobowy tendrzak przeznaczony do ruchu lokalnego, skonstruowany w 1927 roku. Była to pierwsza lokomotywa całkowicie zaprojektowana i produkowana w Polsce. W latach 1928–33 H. Cegielski w Poznaniu wyprodukował 122 sztuki tych parowozów.
Zasadniczym przeznaczeniem parowozu była obsługa pociągów osobowych i lekkich towarowych. Prowadziły też pociągi osobowe w ruchu lokalnym (częste zmiany kierunku jazdy). Następcą tego parowozu był powojenny parowóz TKt48.

## Historia
Z powodu braków parowozów do obsługi ruchu osobowego w dużych zespołach miejskich i na liniach lokalnych, Ministerstwo Komunikacji zamówiło w zakładach H. Cegielski w Poznaniu skonstruowanie takiego parowozu. Projekt opracowano w 1927, pod kierunkiem inż. Domaniewskiego. W 1928 wykonano pierwsze 4 parowozy, a do 1933 wykonano ich ogółem 122. Poszczególne lokomotywy różniły się szczegółami konstrukcji i obciążeniem osi (16-17,5 t). Po raz pierwszy w tych parowozach wprowadzono znormalizowany osprzęt, typowy dla późniejszych polskich lokomotyw. Do roku 1930 stosowano oświetlenie naftowe, zastąpione następnie elektrycznym. Ogólnie parowóz ten był udaną konstrukcją, używaną w PKP prawie 50 lat. Do nielicznych nieusuniętych wad należał niespokojny bieg występujący przy prędkościach powyżej 50 km/h, co nie przeszkadzało jednak znacząco w eksploatacji.
W służbie niemieckiej podczas II wojny światowej przejęte parowozy były oznaczone jako seria 7512-13, na 1940 rok było ich 105.
Opancerzony parowóz OKl27 walczył podczas kampanii wrześniowej na wybrzeżu w składzie improwizowanego pociągu pancernego Smok Kaszubski.
Po II wojnie światowej w Polsce pozostało 95 parowozów OKl27. Ostatnio używane były w dyrekcjach PKP warszawskiej i katowickiej. Po wycofaniu z PKP, część pracowała nadal w kolejach przemysłowych.

## Niektóre właściwości trakcyjne
W wypadku parowozów normalnotorowych maksymalna siła pociągowa maszyny jest ograniczona jej przyczepnością. Tak też jest i w przypadku OKl27. Maksymalna siła pociągowa OKl27 przy rozruchu wynosi 13 000 kG. Parowóz opalany lepszym gatunkiem węgla mógł ciągnąć na torze poziomym wagony osobowe (2 i 3-osiowe) o masie 350 t z prędkością 80 km/h. Na wzniesieniu 14‰ składy o masie 130 t mógł ciągnąć z szybkością 60 km/h.

## Zachowane
- OKl27-10: Skierniewice – Parowozownia Skierniewice należąca do Polskiego Stowarzyszenia Miłośników Kolei (pomnik przy bramie wjazdowej)
- OKl27-26: Warszawa – Muzeum Kolejnictwa w Warszawie
- OKl27-27: Gdynia-Grabówek (pomnik)
- OKl27-41: Chabówka – Skansen taboru kolejowego w Chabówce

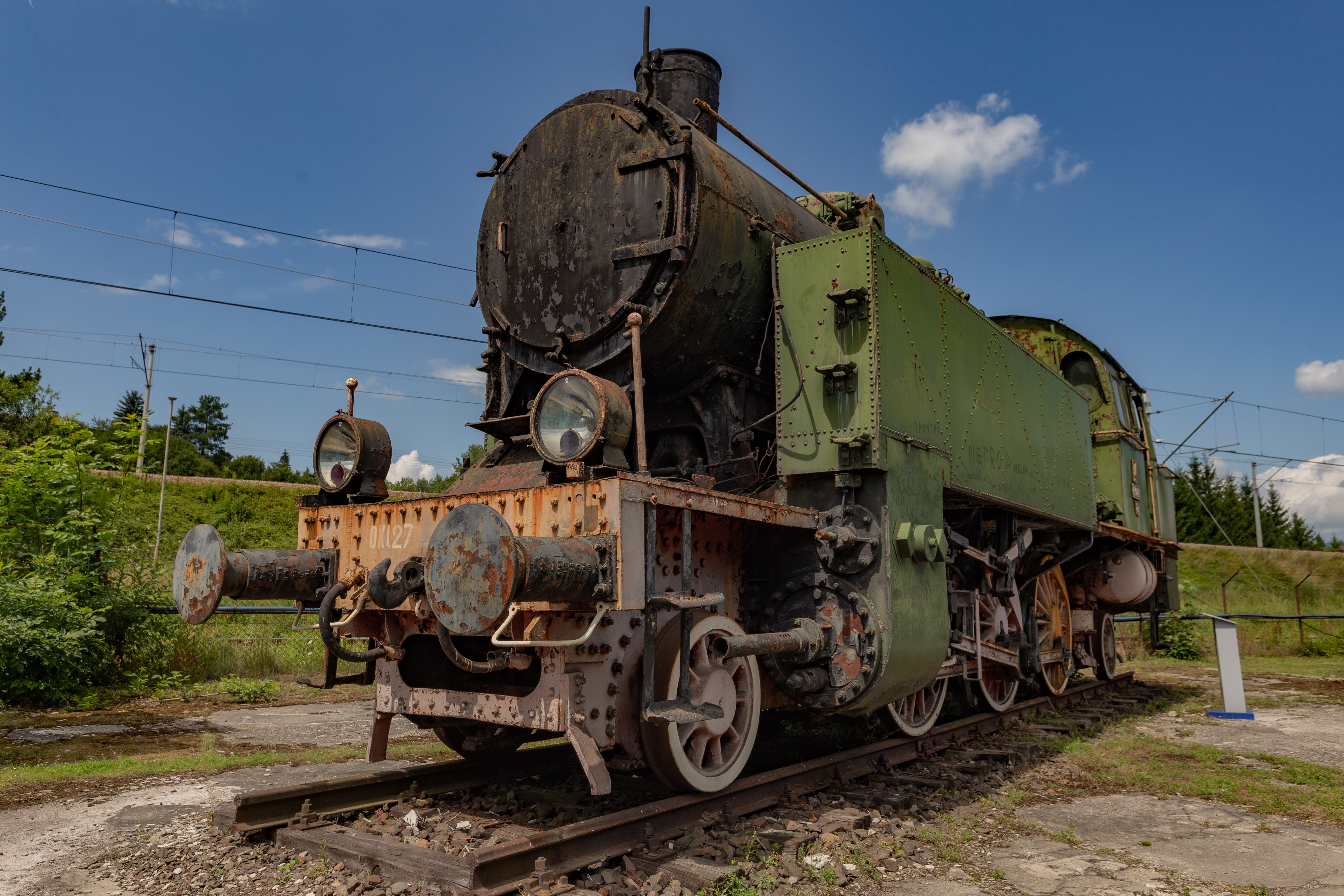
OKl27-41, Skansen w Chabówce (2025)
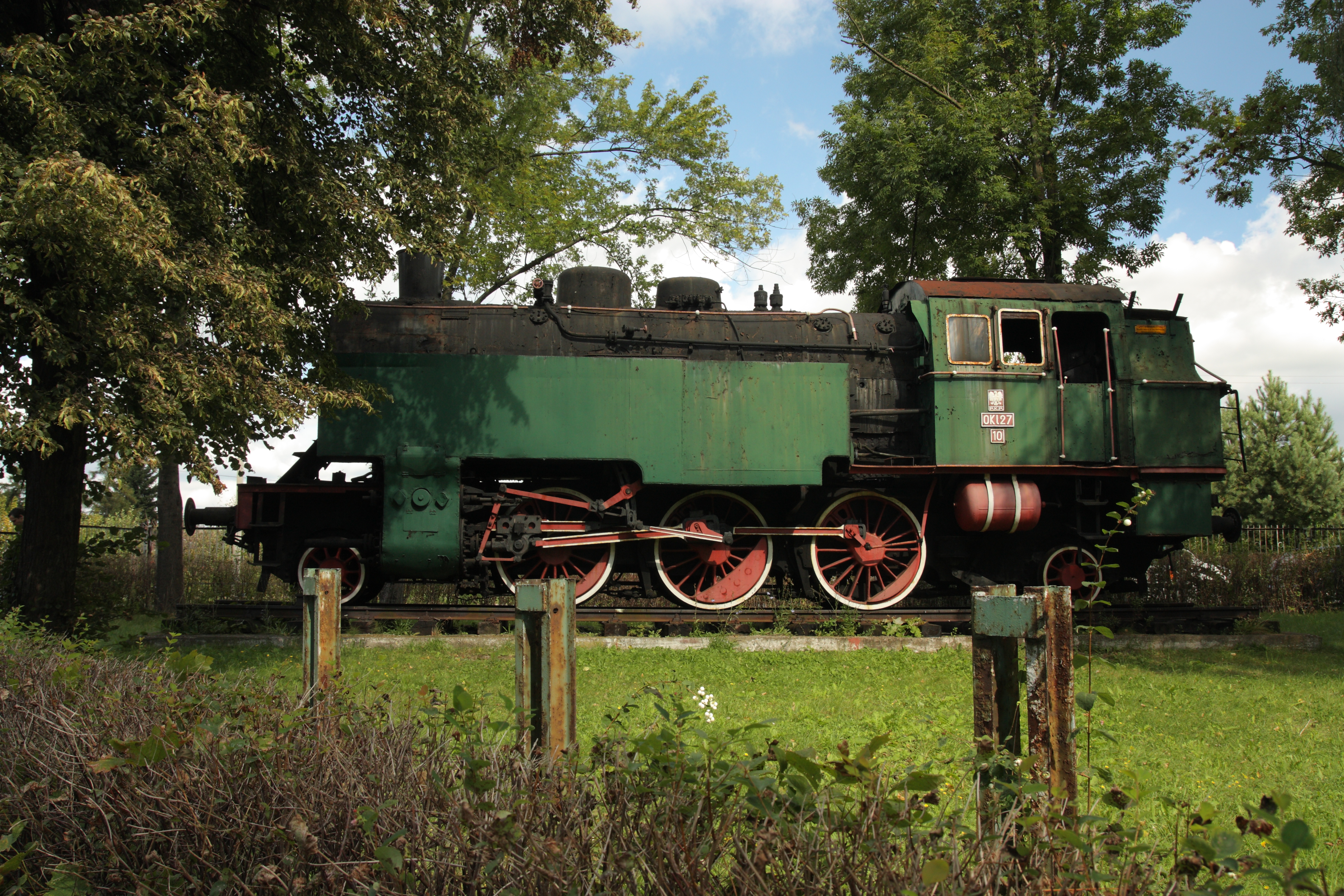
OKl27-10, Parowozownia Skierniewice (2011)
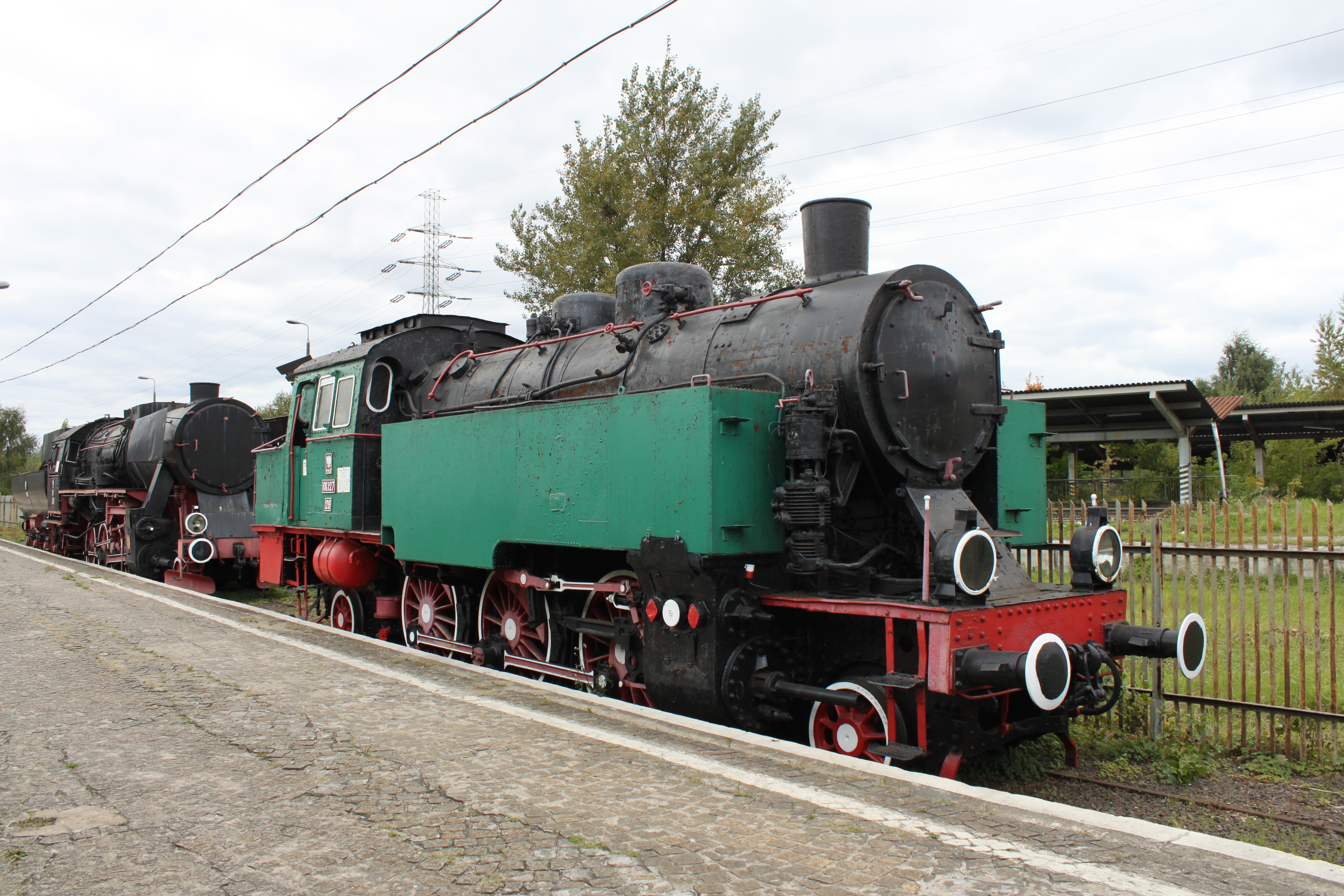
OKl27-26, Muzeum Kolejnictwa w Warszawie (2010)